# Contratto letterale
Il contratto letterale risale all'età classica e sembra, in particolare, che riguardasse i cittadini romani. Con l'espressione nomen transcripticium, si faceva riferimento all'operazione che il pater familias eseguiva sul codex accepti et expensi per registrare separatamente le entrate e le uscite.
Si distingueva tra transscriptio a re in personam e transscriptio a persona in personam.
Transscriptio a re in personamIl pater familias, creditore di una somma di denaro d'accordo col debitore registrava nel codex accepti quanto dovutogli come se l'avesse già incassato. Al contempo nel codex expensi registrava la stessa somma come se l'avesse data a mutuo allo stesso debitore. Si estingueva così il credito nascente da altro titolo e si costituiva un'obligatio litteris della quale sarebbe stato assai più facile provare l'esistenza.
Transscriptio a persona in personamIl pater familias avendone avuto delega dal debitore e di intesa con un terzo indicato dallo stesso debitore, segnava nel codex accepti la somma che quegli gli doveva come se l'avesse incassata e registrava nel codex expensi la stessa somma come se l'avesse data a mutuo al terzo. Sicché analogamente si estingueva il debito verso uno e nasceva, litteris, un'obbligazione a carico dell'altro. Nei due casi aveva luogo pertanto una sorta di novazione. L'azione che sanzionava l'obligatio litteris era l'actio certae creditae pecuniae' (o certae rei, se il mutuo avesse avuto ad oggetto cose fungibili).